# Bombardier Q Series

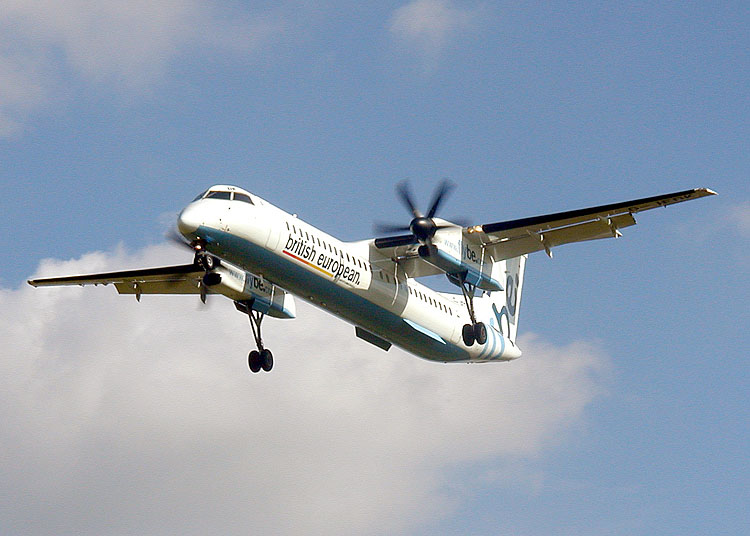
Ett Dash 8 tillhörande Flybe.

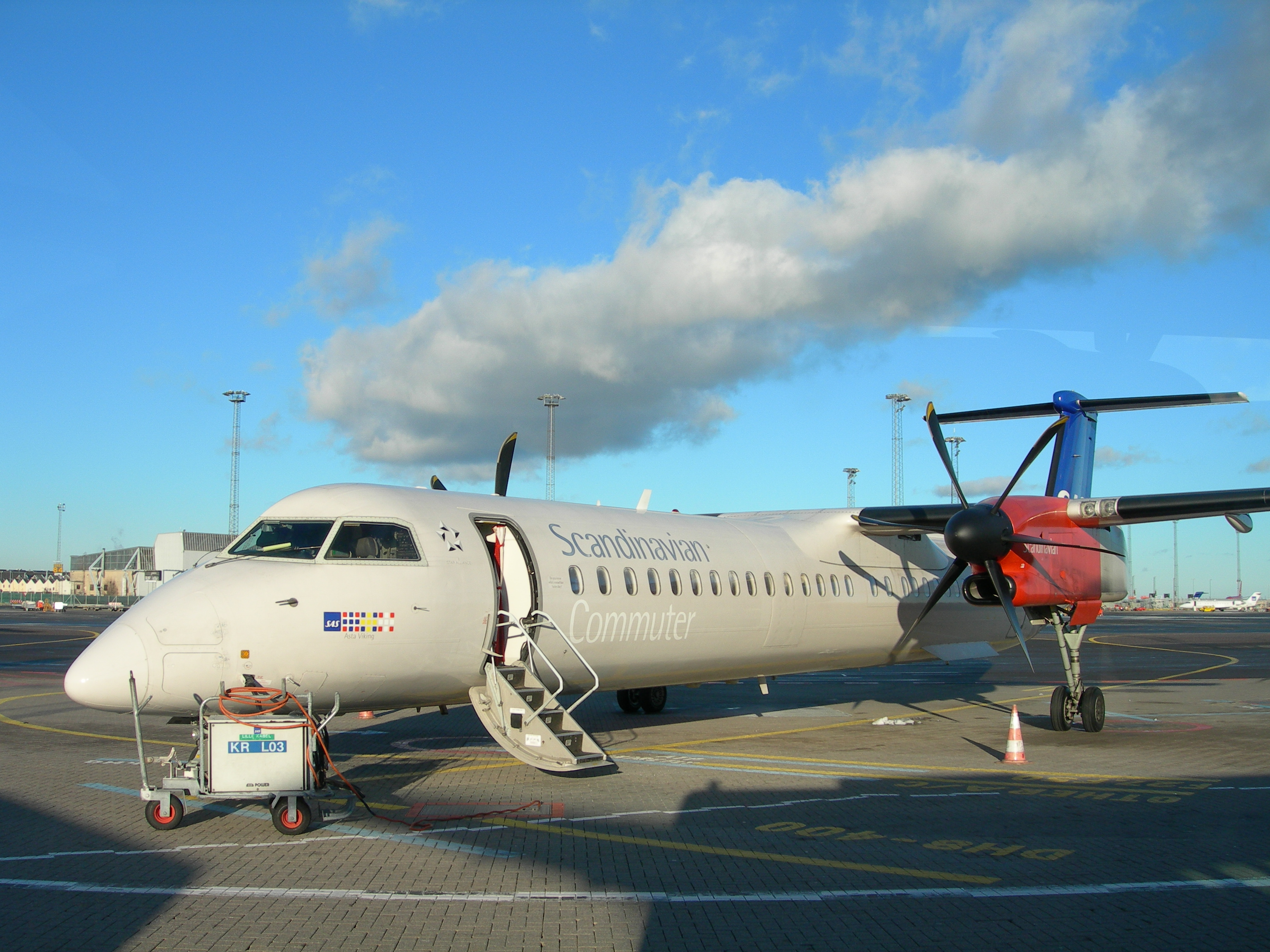
Ett Dash 8 Q400 från SAS på Kastrups flygplats.

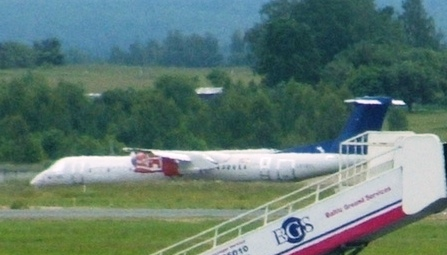
Dash efter nödlandning i Vilnius

Bombardier Q Series, ofta kallad Dash 8, korrekt typbeteckning De Havilland Canada DHC-8, är en serie av tvåmotoriga medeldistansturboprop-flygplan som började tillverkas av de Havilland Canada (DHC) 1984. De tillverkades fram till 2018 av Bombardier Aerospace, som köpte DHC från Boeing 1992. Sedan 1996 har flygplanet varit känt som Q-Serien (Q för quietness, tysthet) genom att det utrustats med Active Noise and Vibration Suppression-systemet som tillverkats för att minska ljudnivån i kabinen och vibrationsnivåerna till nivåer som är mindre än jetflygplan. Mer än 700 Dash 8:or av olika modeller har byggts.
Bombardier köpte De Havilland Canada, som tillverkade De Havilland Canada Dash 8 i några olika modeller: Dash 8-Q100, Dash 8-Q200 och Dash 8-Q300. Sedan dess har Bombardier tillverkat Dash 8-Q400. I november 2018 tillkännagav Bombardier att de träffat en överenskommelse med Longview Aviation Capital Corp., moderbolag till Viking Air om att överlåta hela DHC-programmet, inklusive varumärket De Havilland Canada. 
I Sverige har SAS använt sig av planet. Sedan 2007 använder svenska Kustbevakningen sig av modellen med 3 plan inköpta. Efter flera incidenter med nödlandningar under september och oktober 2007 beslöt sig SAS att göra sig av med samtliga Q400 i flottan. Även Widerøe som SAS ägde gjorde sig av med sina äldre Q400. Senare får Widerøe nya.

## Haverier och följder
- Den 9 juni 1995: Ett inrikesplan (Dash 8) i Nya Zeeland[4] störtade före landning. Fyra personer dog och övriga 13 ombord skadades. Piloterna tappade koncentrationen på grund av fel på höger landställ, och gick för lågt i dålig sikt. Även fel på varningssystemet för låg höjd.
- Den 9 september 2007 fattade ett plan av typen Dash 8-Q400 eld vid en nödlandning i Ålborg på Jylland.[5]
- Den 12 september 2007 inträffade exakt samma sak som den 9 september. Högra landstället ville inte låsa sig på flygplanstypen Dash 8-Q400. Planet var på väg från Köpenhamn till Palanga i Litauen men beslutade att nödlanda i Vilnius[6]
- Den 21 september 2007 tvingades ett Augsburg Airways (dotterföretag till Lufthansa) avbryta inflygningen till flygplatsen i Florens och återvända till München för en nödlandning, då ett av landställen låst sig. Ingen skadades vid incidenten.
- Den 27 oktober 2007 nödlandade ytterligare ett plan av modellen från SAS. Det var den tredje incidenten för bolaget med detta plan på lite mer än en månad. Planet var på väg från Bergen i Norge till Köpenhamn när det fick problem med landstället och nödlandade på Kastrups flygplats i Köpenhamn. Alla ombordvarande överlevde med mindre skador.[7]
- Den 28 oktober 2007 meddelade SAS VD, Mats Jansson, att alla SAS Dash 8-Q400 permanent ska tas ur trafik.[8][9]
- Den 10 augusti 2018 stals ett passagerarplan av typen Q400 från Seattle–Tacoma International Airport. Det tillhörde flygbolaget Horizon och stals av en 29-årig mekaniker. Planet hade inga passagerare och kraschade efter en kortare flygning, övervakat av två stridsflygplan från amerikanska flygvapnet.[10]
- Den 2 januari 2024 kolliderade en Bombardier Dash-8 med ett Japan Airlines passagerarplan av typen Airbus A350-900 under landning på Tokyo-Hanedas internationella flygplats. Bombardier-planet, tillhörande Japans kustbevakning, hade 6 personer ombord, varav 5 omkom i olyckan. Alla 367 passagerare och 12 besättningsmän ombord Japan Airlines-planet överlevde, däremot förstördes planet i en efterföljande brand.[11]

## Fotnoter
1. ↑  ”Longview Aviation Capital Corp. Agrees to Acquire Dash 8 Program from Bombardier Inc.”. Longviwev Aviation Capital Corp/Viking Air. https://www.vikingair.com/company-careers/media-centre/longview-aviation-capital-corp-agrees-acquire-dash-8-program-bombardier.
2. ↑  ”Bombardier Reports Third Quarter 2018 Results, Announces Sale of Non-Core Assets”. Bombardier Inc. https://www.bombardier.com/en/media/newsList/details.binc-20181108-bombardier-reports-third-quarter-2018-results--ann.bombardiercom.html.
3. ↑  ”Kustbevakningen litar på sina nya Dash-plan”. Ny Teknik. https://www.nyteknik.se/fordon/kustbevakningen-litar-br-br-pa-sina-nya-dash-plan-6414157. Läst 8 augusti 2022.
4. ↑  ”ASN Aircraft accident description de Havilland Canada DHC-8-100” (på engelska). Aviation Safety Network. https://aviation-safety.net/database/record.php?id=19950609-0. Läst 4 januari 2024.
5. ↑  ”ASN Aircraft accident description de Havilland Canada DHC-8-402 Q400 LN-RDK - Aalborg Airport (AAL)”. Aviation Safety Network. http://aviation-safety.net/database/record.php?id=20070909-0.
6. ↑  ”ASN Aircraft accident description de Havilland Canada DHC-8-402 Q400 LN-RDS - Vilnius Airport (VNO)”. Aviation Safety Network. http://aviation-safety.net/database/record.php?id=20070912-0.
7. ↑  ”ASN Aircraft accident description de Havilland Canada DHC-8-402 Q400 LN-RDI - Vilnius Airport (VNO)”. Aviation Safety Network. http://aviation-safety.net/database/record.php?id=20071027-0.
8. ↑  SAS. ”SAS removes Dash 8 Q400 from service permanently”. https://news.cision.com/sas/r/sas-removes-dash-8-q400-from-service-permanently,c309209.
9. ↑  Ewa Stenberg (28 oktober 2007). ”SAS slutar flyga Dashplanen”. Dagens Nyheter. https://www.dn.se/nyheter/sverige/sas-slutar-flyga-dashplanen/.  [inloggning kan krävas]
10. ↑  ”Stulet passagerarplan störtade utanför Seattle”. TT/SvD. https://www.svd.se/flygbolagsanstalld-stal-tomt-plan--kraschade. Läst 11 augusti 2018.
11. ↑  ”Flygplan står i brand i Japan – fem personer har omkommit”. SVT Nyheter. 2 januari 2024. Arkiverad från originalet den 2 januari 2024. https://web.archive.org/web/20240102140901/https://www.svt.se/nyheter/utrikes/flygplan-star-i-brand-i-japan. Läst 2 januari 2024.